# XHTML Friends Network
XHTML Friends Network foi o primeiro dos microformatos e é uma forma de representar relações humanas utilizando hiperlinks.

## Introdução
Como várias pessoas online começaram a formar redes sociais, serviços como a Technorati tentaram mostrar como esses nós estão conectados.
Esses serviços são úteis para descobrir conexões entre os nós, mas não as relações humanas das pessoas responsáveis pelos nós.
XFN resolve esse problema definindo alguns valores que descrevem relações humanas, colocados no atributo rel de um hiperlink em HTML/XHTML.
Usando XFN os autores podem mostrar que o destino de um hiperlink pertence à um amigo, colega de trabalho ou ao próprio autor.

## Exemplos
Você insere um link para outro site seu. Para indicar isso:
<a href="http://www.eu.com" rel="me">Meu site</a>
Você insere um link para o site de um amigo:
<a href="http://www.amigo.net" rel="friend met">Meu site</a>